# Michał Majewski
Michał Majewski (* 23. února 1987) je bývalý polský sportovní šermíř, který se specializoval na šerm fleretem. Polsko reprezentuje v mužích od roku 2007. V roce 2012 obsadil třetí místo na mistrovství Evropy v soutěži jednotlivců. S polským družstvem fleretistů vybojoval v roce 2008 titul mistrů Evropy po diskvalifikaci italského družstva.